# ویلیام آلن استرج
ویلیام آلن استرج (انگلیسی: William Allen Sturge؛ ‏ ۶ سپتامبر ۱۸۵۰ – ۲۷ مارس ۱۹۱۹) باستان‌شناس، آسیب‌شناس و پزشک متخصص مغز و اعصاب اهل پادشاهی متحد بریتانیای کبیر و ایرلند بود. همسر اول او امیلی بوول، یکی از «هفت ادینبرو» بود. او همچنین پزشک شخصی ملکه ویکتوریا بود و نشان سلطنتی ویکتوریایی را دریافت کرد.
او دکترای پزشکی خود را در سال ۱۸۷۳ از کالج دانشگاهی لندن دریافت کرد و مدتی در بیمارستان ملی عصب‌شناسی و جراحی مغز و اعصاب کار کرد. سپس به پاریس رفت تا رشتهٔ مغز و اعصاب زیر نظر ژان-مارتن شارکو ادامه تحصیل دهد و در همان‌جا بود که با همسرش آشنا شد. وی در سال ۱۸۷۹ نوعی اختلال عصبی را در کودکی ۶ ساله گزارش کرد که بعدها سندرم استرج-وبر نام گرفت. وی به باستان‌شناسی علاقه فراوانی داشت و در دوران بازنشستگی به جمع‌آوری سفال‌های یونانی و تمدن اتروسک و همچنین آثار پارینه‌سنگی و نوسنگی پرداخت. موزه شخصی او در سافک دارای هزاران ابزارهای سنگ چخماقی و قدیمی بود. در حال حاضر این مجموعه را می‌توان در موزه بریتانیا یافت. مجموعه آمفورهای یونانی او امروزه در موزه تورنتو نگهداری می‌شود.